# Myrmécochorie

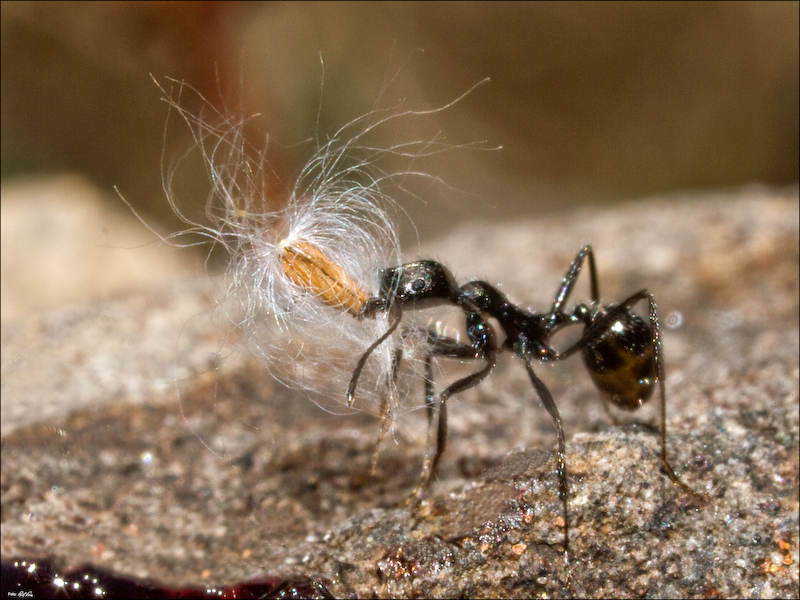
Cas d'un fruit sec indéhiscent (probablement un akène) qui, en outre par l'anémochorie résultant de la présence d'un pappus, est disséminé par une fourmi.

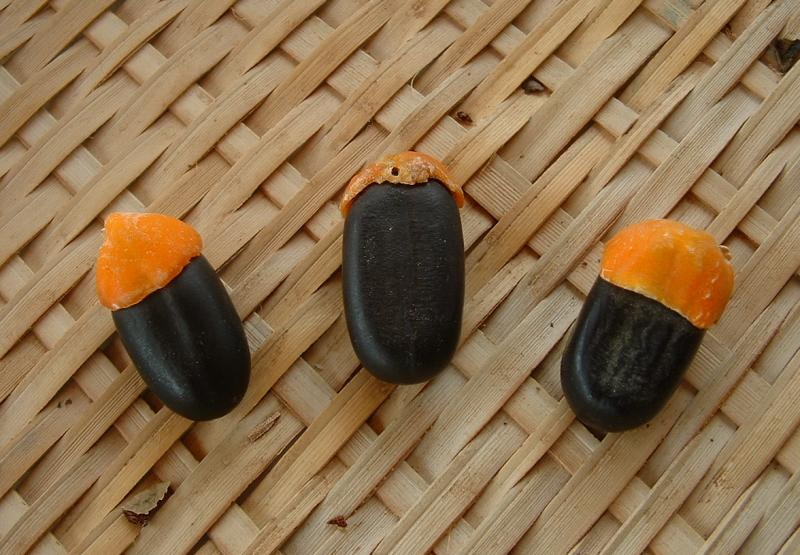
Graines d’Afzelia africana avec leur élaiosome.

La myrmécochorie (de myrméco-, « fourmi » et -chorie, « se mouvoir ») est une zoochorie plus spécifiquement une endozoochorie correspondant à un mode de dispersion chez les myrmécochores qui sont des plantes du groupe des Angiospermes dont les diaspores sont recherchées et prises activement entre les mandibules des fourmis . Il s'agit d'une relation dite mutualiste entre les plantes et les fourmis qui s'adaptent  ensemble pour en tirer chacun des bénéfices. Une symbiosepermettant aux myrmécofaunes d'avoir de meilleures conditions de vie, en évitant certaines maladies, certains prédateurs et permettant à leur tour de disperser les graines de la plante favorisant sa progéniture. Une interaction qui a évolué indépendamment au moins une centaine de fois et est connu — au moins — chez 77 familles, 334 genres et 11 000 espèces de plantes dans le monde dont 281 en Europe. Les myrmécofaunes sont attirées par des tissus les structures particulières attachées aux graines qui ne sont pas nécessaires à la germination, ce qu'on appelle les "élaïosomes" 
Alors que la dispersion des graines par les fourmis au sens large inclut aussi la dispersion accidentelle par les fourmis moissonneuses, la myrmécochorie sensu stricto est une exozoochorie active non-dyszoochore. 
On peut distinguer deux formes de myrmécochorie, le premier résultant du transport des graines par les fourmis en vue d'être consommée. Quant à la deuxième, elle se présente par un transport des graines en vue de  la consommation d'un appendice inutile à la germination par les fourmis. La myrmécochorie est donc une innovation évolutive représentant un facteur important de diversité végétale dans le monde entier. 

## Processus
Les myrmécochores ont généralement une graine avec un appendice charnu riche en lipides attaché à la graine : l'élaïosome (grec elaios : huile, some : corps, éléosome étant une orthographe acceptée). 
Une fourmi voulant ramener la partie attractive, ayant des difficultés — toute seule — à séparer les deux parties, va ramener l'ensemble jusqu'au nid, à moins que la partie purement graine ne se détache en cours de route.
Les graines seront donc protégées, véhiculées par les fourmis et dispersées assez loin, en fonction de l'endroit où sera jetée la graine débarrassée de son élaïosome comestible.
La myrmécochorie n'a de sens que pour des fourmis non granivores : les fourmis du genre Messor, par exemple, risquent d'être intéressées par la graine.
Les fourmis carnivores semblent plus rapides et plus efficaces dans la manière de traiter l'ensemble graine-élaïosome.

## Fonctions
La myrmécochorie aide à la dissémination des graines, mais favorise aussi leur germination en accroissant la perméabilité à l'eau et aux substances nutritives, et les soustrait à la consommation d'animaux granivores. Néanmoins, les invasions biologiques sont la principale cause d'altération et du dysfonctionnement des écosystèmes affectant ainsi de nombreuses relations mutualistes. 

## Exemples
Les quelques centaines de plantes myrmécochores de l'hémisphère Nord sont surtout des herbacées des sous-bois des régions tempérées qui donnent des fruits assez tôt dans la saison de croissance, à une époque où peu de disperseurs de graines efficaces sont présents, à l'exception des fourmis. 
La plupart des plantes à myrmécochorie produisent des fruits capsulaires. C'est le cas, par exemple, du ricin commun, des violettes sauvages, de la perce-neige, de la chélidoine, l'ajonc nain, l'euphorbe et les plantes du genre Centaurea,,, des Erythronium, de la Sanguinaire du Canada. Ce sont plus rarement des akènes (par exemple les Carex).